# FlyLAL

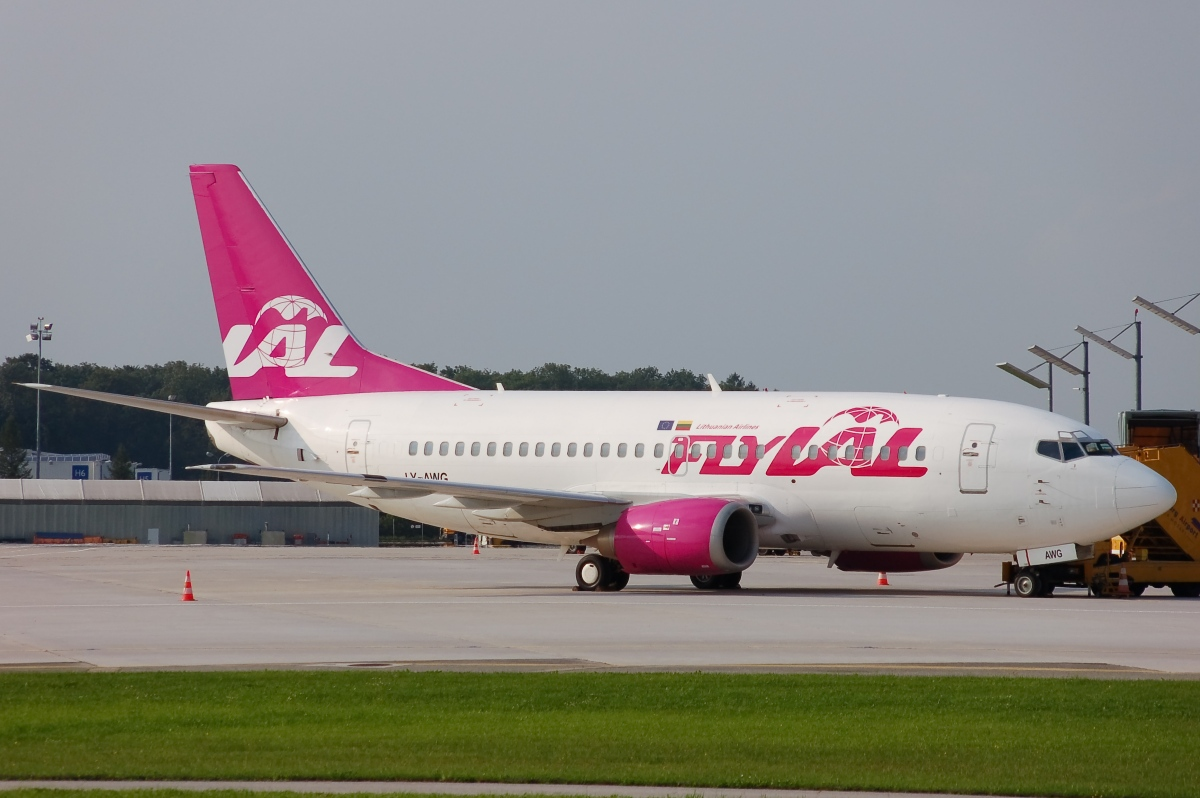
Boeing 737-500 de FlyLAL.

FlyLAL (també coneguda com a Lithuanian Airlines o LAL) és la línia aèria nacional de Lituània amb seu en Vílnius. Opera serveis regulars domèstics i internacionals. La seva base principal és l'Aeroport Internacional de Vílnius. El gener de 2009, va cessar les seves operacions.

## Codis
- Codi IATA: TE
- Codi OACI: LIL
- Indicatiu: LITHUANIAN[2]

## Història
La línia aèria va ser establerta el 20 de setembre de 1938 i va iniciar les seves operacions el 29 de setembre de 1938 amb el nom de "Lietuvos oro linijos" (Línies Aèries Lituanes), la qual posseïa 2 aeronaus Percival Q-6. La línia aèria va començar cobrint la ruta Kaunas a Palanga i Riga. El 1940, Lituània va ser ocupada per la Unió Soviètica. Tots els vols al país van ser operats per una subsidiària regional de la línia aèria soviètica Aeroflot.
La línia aèria va ser restablerta i tornada a nomenar Lietuvos avialinijos el 20 de setembre de 1991, poc després que Lituània s'independitzés de la Unió Soviètica. Va ser organitzada basant-se en la flota d'Aeroflot que es trobava a Vílnius. El 1991 el  Boeing 737-200 va ser incorporat a la flota de Lithuanian Airlines, el primer en el que va ser la Unió Soviètica. Fins a 2005, el 100% de les accions estaven en poder del Govern lituà.
Després d'una dècada d'operacions amb pèrdues, suspensió de plans per llançar un servei transatlàntic, molt criticada per la venda dels seus drets d'aterratge a l'Aeroport de Heathrow i acumulació de deutes per més de deu milions de litas, el 2005 va ser finalment privatitzada a inversors lituans, i utilitza la nova denominació flyLAL. Els nous propietaris van anunciar plans per transformar l'aerolínia en una de baix cost.

## Serveis
- flyLAL serveix 16 països en Europa (incloent vols de codi compartit) des del seu centre de connexió a l'Aeroport Internacional de Vílnius. A partir del 2006 opera rutes internacionals des de l'Aeroport internacional de Palanga.